# Charles Herbert
Charles Herbert Saperstein, född 23 december 1948 i Culver City i Kalifornien, död 31 oktober 2015 i Las Vegas i Nevada (hjärtattack), var en amerikansk skådespelare, som främst var aktiv som barnskådespelare under 1950- och 1960-talet. Han medverkade bland annat i filmer som Signal från okänd, Sheriffen i Dodge City och Dadda för tre. Han skulle senare komma att bli drogmissbrukare, vilket han var under flera decennier.

## Filmografi (i urval)

### Film
- 1954 – Smekmånad på hjul
- 1955 – Nattlig terror
- 1955 – Hemligt mellanspel
- 1956 – Signal från okänd
- 1957 – I skuggan av ett mord
- 1957 – Sheriffen i Dodge City
- 1957 – Landet bortom lagen
- 1958 – Flugan
- 1958 – Vad vet mamma om kärlek?
- 1958 – Dadda för tre
- 1959 – Fångad i nätet
- 1959 – Five Pennies
- 1959 – Vredens man
- 1960 – Handen på hjärtat
- 1960 – 13 spöken

### TV
- 1957 – Alfred Hitchcock presenterar (TV-serie)
- 1958 – The Donna Reed Show (TV-serie)
- 1961 – 77 Sunset Strip (TV-serie)
- 1961 – Vägen västerut (TV-serie)
- 1962 – Twilight Zone (TV-serie)
- 1963 – Jagad (TV-serie)
- 1963 – Hazel (TV-serie)
- 1964 – The Outer Limits (TV-serie)
- 1968 – Family Affair (TV-serie)